# Euherdmania vitrea
Euherdmania vitrea is een zakpijpensoort uit de familie van de Euherdmaniidae. De wetenschappelijke naam van de soort is voor het eerst geldig gepubliceerd in 1961 door Millar.